# Feliks Falk
Feliks Falk (* 25. února 1941 Stanislavov) je polský filmový a divadelní režisér, scenárista, dramatik a výtvarník. Používá také pseudonymy Edward Neyman a Robert F. Lane.  
Pochází z haličské židovské rodiny. Je absolventem Akademie výtvarných umění ve Varšavě a pracoval jako grafik v časopise Magazyn Polski. V roce 1967 vydal svoji první divadelní hru, jednoaktovku Výtah. V roce 1973 vystudoval režii na Státní filmové, televizní a divadelní vysoké škole Leona Schillera v Lodži. V roce 1975 se podílel na filmu sedmi začínajících režisérů Obrazki z życia. Byl spoluautorem scénáře k filmu Konkurs na život a zařadil se k hlavním představitelům kina morálního neklidu. Hrál také menší roli režiséra ve filmu Andrzeje Wajdy Člověk z mramoru. 
Podle vlastního scénáře natočil snímek Předtanečník, kde ztvárnil Jerzy Stuhr estrádního baviče, usilujícího o úspěch bez ohledu na použité prostředky. Rozpor mezi kariérou a ideály je námětem i Falkova dalšího filmu Šance, odehrávajícího se ve školním prostředí. Pro Janusze Zaorského napsal scénář k filmu Baryton. Jeho film Hrdina roku se v roce 1987 ucházel za Polsko o Oscara za nejlepší cizojazyčný film. Ohlas vzbudil také televizním filmem Samowolka z roku 1993, jehož tématem je armádní šikana. Za psychologické drama se sociálním podtextem Exekutor získal Feliks Falk v roce 2005 Polskou filmovou cenu, Zlatého lva na Festivalu polských hraných filmů v Gdyni a cenu ekumenické poroty na Berlínském mezinárodním filmovém festivalu. Natočil také televizní seriál Twarze i maski a podílel se na kolektivním filmovém projektu Solidarita, solidarita.
Vydal sbírku povídek Gmach. Opowieści prawdopodobne i prawdziwe. Je členem Sdružení polských spisovatelů a Polské filmové akademie, působí také v Evropské filmové akademii. Byl pedagogem na lodžské filmové škole a založil produkční firmu Fokus film. Byl členem volebního týmu Bronisława Komorowského před prezidentskými volbami v roce 2010. Je důstojníkem Řádu znovuzrozeného Polska a držitelem zlaté medaile Gloria Artis.

## Filmografie
- 1976: Uprostřed léta
- 1978: Předtanečník
- 1979: Šance
- 1981: Był jazz
- 1985: Idol
- 1986: Hrdina roku
- 1989: Kapitał, czyli jak zrobić pieniądze w Polsce
- 1991: Koniec gry
- 1995: Lato miłości
- 2005: Exekutor
- 2009: Enen
- 2010: Joanna